# Kedge Business School
Kedge Business School è una business school fondata a Marsiglia e Bordeaux nel 2013. La scuola è sviluppata fino a 7 campus : Marsiglia, Bordeaux, Tolone, Parigi, Dakar, Suzhou e Shanghai. 

## Laureati famosi
- Denis Gargaud Chanut, canoista francese